# Leptocerus tursiops
Leptocerus tursiops är en nattsländeart som beskrevs av Malicky 1979. Leptocerus tursiops ingår i släktet Leptocerus och familjen långhornssländor. Inga underarter finns listade i Catalogue of Life.